# Labroides rubrolabiatus
 Labroides rubrolabiatus és una espècie de peix de la família dels làbrids i de l'ordre dels perciformes.

## Morfologia
Els mascles poden assolir els 9 cm de longitud total.

## Distribució geogràfica
Es troba des de Samoa fins a les Illes de la Societat, les Illes de la Línia, la Polinèsia Francesa i Pitcairn.